# Fynbos
Il termine fynbos (equivalente afrikaans del nome inglese fine bush, "boscaglia fine") si riferisce alla vegetazione arbustiva che popola una piccola striscia costiera della Provincia del Capo Occidentale, in Sudafrica, detta Regno Floreale del Capo (Cape Floral Kingdom). Si tratta di una zona a clima mediterraneo e la vegetazione presenta diverse analogie con la macchia mediterranea, pur essendo costituita in gran parte di specie endemiche. Nel 2004 la sua flora è stata inserita dall'UNESCO tra i Patrimoni dell'umanità.

## Il Regno Floreale del Capo
Il Regno Floreale del Capo è una ecoregione floristica costituita da una striscia di terra interamente inclusa nella nazione del Sudafrica. La striscia ha una larghezza di 100-200 km e si estende da Clanwilliam a ovest fino a Port Elizabeth a sudest, per un'area complessiva di circa 46000 km². Viene considerata una delle sei ecoregioni floristiche della Terra, pur avendo un'estensione eccezionalmente ridotta; si consideri per esempio che l'ecoregione olartica copre l'intero emisfero settentrionale con la sola eccezione dell'area dei tropici.
Si tratta comunque di una ecoregione caratterizzata da un'elevata biodiversità (soprattutto concentrata nella parte occidentale): in quest'area vivono infatti più di 8000 specie vegetali. Almeno 5000 delle specie del Cape Floral Kingdom sono endemiche. Si trovano qui, per esempio, oltre 600 specie di erica, mentre nel resto del mondo il numero di specie note ammonta solamente a 26. Nella sola Table Mountain, a Città del Capo, si contano più specie vegetali che nell'intero Regno Unito.

## Principali famiglie
Il nome fynbos, in afrikaans, significa "cespugli fini" e si riferisce alle foglie aghiformi e sottili di molte piante della regione. La maggior parte delle piante del fynbos sono sempreverdi con foglie rigide (sclerofille).
Le quattro famiglie più rappresentative del fynbos sono le Proteaceae, le Ericaceae, le Restionaceae e le Geofite. Le protee sono rappresentate da moltissime specie e sono le uniche piante a foglia larga della zona; hanno spesso grandi fiori colorati che possono essere impollinati dagli uccelli. Fra di esse spicca la King Protea (Protea cynaroides), caratterizzata da un enorme fiore che è il fiore nazionale del Sudafrica. Le eriche sono in genere di dimensioni più modeste, con molti fiori a tubo e foglie simili ad aghi. Le Restionaceae, quasi tutte endemiche, sono simili a erba e crescono nelle aree più umide.

## Gli incendi e ilfynbos
Come per altri tipi di vegetazione arbustiva, il fuoco svolge un ruolo fondamentale nell'evoluzione della vegetazione del fynbos. Molti semi di queste piante germogliano solo dopo l'esposizione al forte calore dovuto a un incendio. Come risposta adattativa agli incendi, la maggior parte delle protee mantiene i semi sul cespuglio per almeno un anno, un comportamento noto come serotinia. I semi vengono mantenuti in involucri che assomigliano alle infiorescenze originali. In alcune specie questi involucri sono bellissimi e duraturi e sono usati in composizioni di fiori secchi.

## Conservazione
Gran parte della regione del fynbos è stata invasa dall'agricoltura e l'espansione urbana attorno a Città del Capo. Il fynbos è anche minacciato dalla diffusione di specie vegetali aliene, come le acacie e i pini. Molte specie vegetali registrate in passato sono già estinte, e oltre 1000 sono in pericolo. Per questi motivi, diverse aree del Regno Floreale del Capo sono oggi zone protette.